# Velika Papalićeva palača
Velika Papalićeva palača gotičko-renesansna je građevina je u Splitu nedaleko od Zlatnih vrata Dioklecijanove palače, na adresi Papalićeva 1. Zaštićeno je kulturno dobro.
Sagrađena je i dograđivana u razdoblju od 13. do 19. stoljeća. To je kasnogotička palača koju je polovicom 15. stoljeća dala izgraditi splitska plemićka obitelj Papalić povjerivši gradnju Jurju Dalmatincu. Papalići su se u Split vjerojatno doselili iz Poljica u 14. stoljeću, a članovi obitelji imali su važne komunalne uloge: prvi pisani spomen iz godine je 1357., o Papaliću koji je bio član splitskoga Velikog vijeća. Obitelj je po muškoj lozi nestala 1739. godine.
Krajnji sjeverni zid čitavoga sklopa palače ostatak je antičkog zida, a u susjednoj zapadnoj zgradi rimski je zid sačuvan u prizemlju, prvom i drugom katu, dok su stariji dijelovi palače romanički iz 13. st. Treći kat je nadogradnja 19. st. Ističe se dvorište s monumentalnim portalom, ložom i vanjskim stubištem, oslikani drveni strop u velikoj sali na prvom katu te kvadrifora na pročelju. Palača je bila uzor svim splitskim palačama druge polovice 15. stoljeća.
U palači su se krajem 15. stoljeća sastajali splitski humanisti, među njima i Marko Marulić.
Nakon obnove 1950. godine u njoj je od 1952. smješten Muzej grada Splita.

## Zaštita
Pod oznakom Z-5125 zavedena je kao nepokretno kulturno dobro -–pojedinačno, pravna statusa zaštićena kulturnog dobra, klasificiranog kao profana graditeljska baština.

## Vanjske poveznice
|  | Zajednički poslužitelj ima još gradiva o temi Velika Papalićeva palača |